# Jay Benedict
Jay Benedict (Burbank, Kalifornia, 1951. április 11. – London, Anglia, 2020. április 4.) amerikai színész. Koronavírus-fertőzésben hunyt el egy héttel a 69. születésnapja előtt.

## Filmjei
Mozifilmek
- Winterspelt 1944 (1978)
- Hanover Street (1979)
- Licensed to Love and Kill (1979)
- The Mine and the Minotaur (1980)
- Viktor, Viktória (Victor Victoria) (1982)
- The Lonely Lady (1983)
- Where Is Parsifal? (1984)
- A bolygó neve: Halál (Aliens) (1986)
- A francia forradalom (La révolution française) (1989)
- Jeniec Europy (1989)
- Diamond Skulls (1989)
- Oroszország-ház (The Russia House) (1990)
- Felhők közül a nap (Shining Through) (1992)
- Genghis Cohn (1993)
- A kémkedés ára (Les patriotes) (1994)
- Az arcátlan Beaumarchais (Beaumarchais l'insolent) (1996)
- Nyerő páros (Double Team) (1997)
- Rewind – Emlékterror (Rewind) (1998)
- Fűbenjáró bűn (Saving Grace) (2000)
- Vatel (2000)
- Carmen (2003)
- Kémek között (Agents secrets) (2004)
- Földrengés (Nature Unleashed: Earthquake) (2005, videó)
- A fehér lovag (Tirante el Blanco) (2006)
- A sötét lovag – Felemelkedés (The Dark Knight Rises) (2012)
- Holdjárók (Moonwalkers) (2015)
- Behálózva (I.T.) (2016)
- Derült égből apu (Demain tout commence) (2016)
- Madame (2017)
- Hostile (2017)

Tv-filmek
- Gyere vissza, kicsi Shéba! (Come Back, Little Sheba) (1977)
- People Like Us (1978)
- Piszkos tizenkettő – A következő küldetés (The Dirty Dozen: Next Mission) (1985)
- Hemingway (1988)
- A legkülönb unoka (To Be the Best) (1992)
- Halálvonat (Death Train) (1993)
- Befogott pávák (Harnessing Peacocks) (1993)
- Sharpe becsülete (Sharpe's Honour) (1994)
- Tiltott szerelem (Only Love) (1998)
- Az aranypolgár születése (RKO 281) (1999)
- Április Ruandában (Sometimes in April) (2005)
- Megszakítjuk adásunkat... (Broken News) (2005)
- Nyolcadik oldal (Page Eight) (2011)
- A százéves ember, aki kimászott az ablakon és eltűnt (Hundraåringen som klev ut genom fönstret och försvann) (2013)
- Beépített férj (Undercover) (2016)

Tv-sorozatok
- Couples (1975, négy epizódban)
- Yanks Go Home (1977, hat epizódban)
- Ekkusu bonbâ (1980–1982, hang, 24 epizódban)
- Tengerparti álmok (Cap des Pins) (1998–2000)
- Foyle háborúja (Foyle's War) (2006, 2008, két epizódban)
- Álom és szerelem (Rosamunde Pilcher) (2012–2013, két epizódban)